# Ояма (Британская Колумбия)
Ояма — село расположенное в регионе Оканаган в Британской Колумбии, Канада. 
Расположено на северной окраине Лесного озера и южной оконечности озера Каламалка. Название села дано по имени японского генерала русско-японской войны, принца Оямы Ивао, награждённого в 1906 году орденом почётного члена британского Ордена Заслуг. 

## История
- До 1906 года имело название Каламалка.
- В 1906 году переименовано в Ояма.
- В 1906 году было открыто почтовое отделение[2].